# HII領域

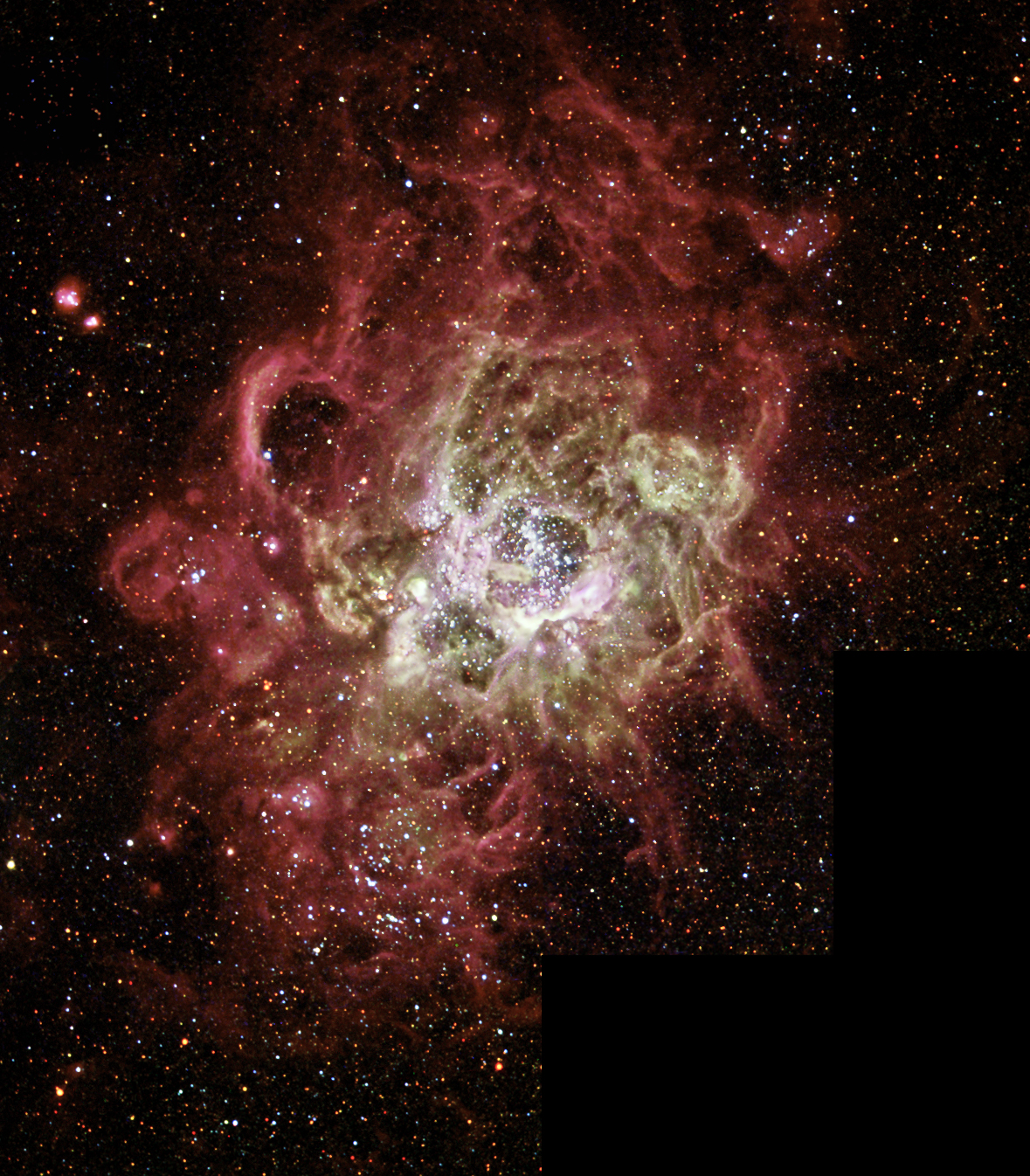
ハッブル宇宙望遠鏡が撮影したM33銀河の巨大HII領域NGC604

HII領域（えいちつーりょういき、HII region）とは、電離された水素が光を放っている天体である。直径数百光年に達する大きさを持ち、内部で星形成が行われている。このガス雲の中で生まれた若い高温の青い星が多量の紫外線を放出し、星の周囲にある星雲を電離することで光っている。
HII領域は数百万年にわたって数千個の新しい恒星を生み出す。生み出された星団の中で最も質量の大きな星々が超新星爆発を起こしたり激しい恒星風を放出したりすると、HII領域のガスは吹き払われ、星団の背後にわずかな星雲を残すのみとなる。
HII領域は電離された水素原子を大量に含んでいることからその名が付けられている（天文学や分光学では、電気的に中性の原子にはその元素記号にローマ数字の I を、1階電離されている場合には II、2階電離では III…を付けて表記する。そのため、中性の水素原子を HI (H one)、電離された水素原子（陽子）を HII (H two) と呼ぶ。水素の分子は H2 である）。HII領域は宇宙の中で比較的遠距離にあっても観測することができる。系外銀河のHII領域を研究することは、その銀河までの距離を測定したり銀河の化学組成を知る上で重要である。

## HII領域の観測
いくつかの明るいHII領域は肉眼で見ることができる。しかし記録によると、16世紀初めに望遠鏡が発明されるまではその存在は知られていなかったことがうかがえる。ガリレオ・ガリレイがオリオン大星雲の中にある星団（それまではヨハン・バイエルの星表にもオリオン座θ星という1個の星として載せられていた）を最初に観測した時も星雲の存在には気づいていなかった。フランスの観測家ニコラス＝クロード・ファブリ・ド・パイレスクが1610年になって初めてオリオン大星雲を発見したとされている。これらの初期の観測以来、多数のHII領域が我々の銀河系や他の銀河の中に発見されている。
1774年にウィリアム・ハーシェルはオリオン大星雲を観測し、「形のない火のような霞で、いずれ太陽となるような混沌とした物質からなる」と記述している。この仮説が確かなものとなるには、約100年後にウィリアム・ハギンスが（妻のマリー・ハギンスとともに）様々な星雲を分光器で観測するのを待たねばならなかった。彼が観測した星雲のうちのいくつか（例えばアンドロメダ星雲）は、恒星と非常に似たスペクトルを持っていた。後にこれらは何千億個もの恒星が集まった銀河であることが明らかになった。これに対し、別のいくつかの星雲は全く違う様相を示していた。銀河のスペクトルは強い連続スペクトルの中に吸収線が含まれるというものだったが、オリオン大星雲やこれに似た他の星雲には数本の輝線しか見られなかった。これらの輝線のうち最も明るいものは 500.7nm の波長にあり、当時知られていたどんな元素のスペクトル線とも一致しなかった。初めのうち、これらのスペクトル線は未知の元素によるものではないかという仮説が出され、この元素にはネビュリウム nebulium という名前が付けられた。同様の考え方によって、1868年に太陽のスペクトルの分析からヘリウムが発見された。
しかし、ヘリウムが太陽スペクトルから発見後すぐに地上でも単離されたのに対して、ネビュリウムは発見されなかった。20世紀初めになるとヘンリー・ノリス・ラッセルが、500.7nmのスペクトル線は新元素によるものではなく、通常とは異なる状態にある既知の元素から放出されたものではないかと提案した。
1920年代に物理学者たちは、極端に密度の低い気体の中では、電子が原子やイオンの中で励起された準安定状態のエネルギー準位に分布できることを明らかにした。より密度が高い環境では、これらのエネルギー準位にある電子はすぐに衝突によって低い準位に落ちてしまう。酸素原子の中でこのようなエネルギー準位から他の準位に電子が移ると、ちょうど500.7nmの輝線を生じるのである。これらのスペクトル線は非常に密度の低い気体の中でのみ見られるため、禁制線と呼ばれる。このような分光観測によって星雲は非常に薄いガスでできていることが明らかになった。
20世紀に行われた観測によって、HII領域にはしばしば高温の明るい星が存在することが分かってきた。これらの星は太陽よりも何倍も重く、寿命が数百万年に過ぎない短命の星である。（太陽程度の質量の星の寿命は数十億年である。）それゆえ、HII領域は新しい星が作られつつある領域に違いないと考えられた。数百万年にわたってHII領域からは星団が生まれ、やがて高温の若い星からの輻射圧によって星雲は吹き払われる。プレアデス星団は星団が自分たちの生まれたHII領域を「蒸発」させた一例である。

## HII領域の起源と寿命
HII領域の前身は巨大分子雲である。巨大分子雲は主に水素分子からなる非常に低温（10-20K）で密度の高い雲である。巨大分子雲は長期間にわたって安定した状態で存在できるが、超新星の衝撃波や分子雲同士の衝突や磁場の相互作用が引き金となって分子雲の一部が収縮を始める。このような収縮が起こると、雲の衝突や分裂の過程で恒星が誕生する。
巨大分子雲の中で星々が生まれると、それらのうち最も質量が大きいものは周囲のガスを電離させるほど高温になる。このようなガスを電離する輻射場ができるとすぐに、エネルギーの高い光子が電離ガスの境界面を作り出す。この境界面は星を取り巻くガスを超音速で吹き払う。新たに電離されたガスによって電離領域の体積は膨張するが、星からの距離が遠くなるにつれて電離境界面の速度は次第に遅くなる。そしてついには電離面の速度は亜音速にまで遅くなり、星雲の膨張による衝撃波に追い越される。こうしてHII領域が誕生する。
HII領域の寿命は数百万年のオーダーである。高温の若い星からの輻射圧はやがてガスのほとんどを吹き払ってしまう。実際、HII領域の星形成過程は非常に効率が低く、星を形作るのに使われるガスはHII領域全体の10%以下であり、残りは星ができる前に吹き飛ばされてしまう。HII領域からガスが失われる要因としては、内部で生まれた大質量星の超新星爆発も寄与している。これらの重い星は生まれてから100～200万年後には爆発してしまう。

## 星の揺りかご
HII領域で実際に星が誕生する場面は、生まれたばかりの星を取り巻くガスと塵の濃い雲に隠されて見ることができない。星からの輻射圧によって星の「繭」が取り払われて初めて我々が目にすることができるようになる。それより前は、新しい星を含んだ密度の濃い領域が電離した星雲の前にシルエットとして見えている場合が多い。これらの暗い染みは、1940年にこの暗い領域が星の誕生する場所である可能性を示した天文学者、バート・ボックにちなんで、ボック・グロビュールとして知られている。
ボックの仮説が確かめられたのは1990年になってからであった。赤外線観測によってついにボックのグロビュールの厚い塵の層を見通すことができ、若い恒星状の天体が内部に存在することが明かされた。現在では、典型的なボックグロビュールは1光年程度の大きさで約10太陽質量の質量を持ち、連星や複数の星からなる恒星系を作る元となっていると考えられている。
HII領域は星が誕生する場所であるだけでなく、その中には惑星系も存在するという証拠が見つかっている。ハッブル宇宙望遠鏡はオリオン大星雲の中に数百個の原始惑星系円盤を発見している。オリオン大星雲にある若い星のうち少なくとも半数にはガスと塵の円盤が取り巻いており、我々の太陽系のような惑星系を作るのに必要な量の何倍もの物質を含んでいると見られている。

## HII領域の特徴

### 物理的特徴
HII領域は物によって物理的特性が大きく異なっている。その大きさは、超コンパクトHII領域と呼ばれる直径1光年未満のものもあれば直径数百光年の巨大HII領域もある。密度は、超コンパクトHII領域の場合は水素原子100万個／cm3 以上に達するが、大きなHII領域では数個／cm3 程度に過ぎない。
HII領域の大きさによって若干変わるが、HII領域の中には数千個の恒星が存在する。このため、中心に電離源となる星が一つだけある惑星状星雲と比べるとHII領域の構造は非常に複雑である。典型的なHII領域は約10000Kの温度を持つ。
化学的にはHII領域は約90%を水素が占める。波長656.3nmの水素の輝線（Hα線）が最も強いため、HII領域は特徴的な赤色をしている。水素以外の残りはヘリウムや他の重元素である。銀河系全体を見渡してみると、HII領域に含まれる重元素の量は銀河中心からの距離が大きくなるにつれて減少する傾向にあることが知られている。これは、密度の高い銀河中心領域の方が星形成率が高く、結果として銀河中心部では元素合成の生成物である重元素が星間物質に豊富に含まれるようになるためである。

### HII領域の数と分布

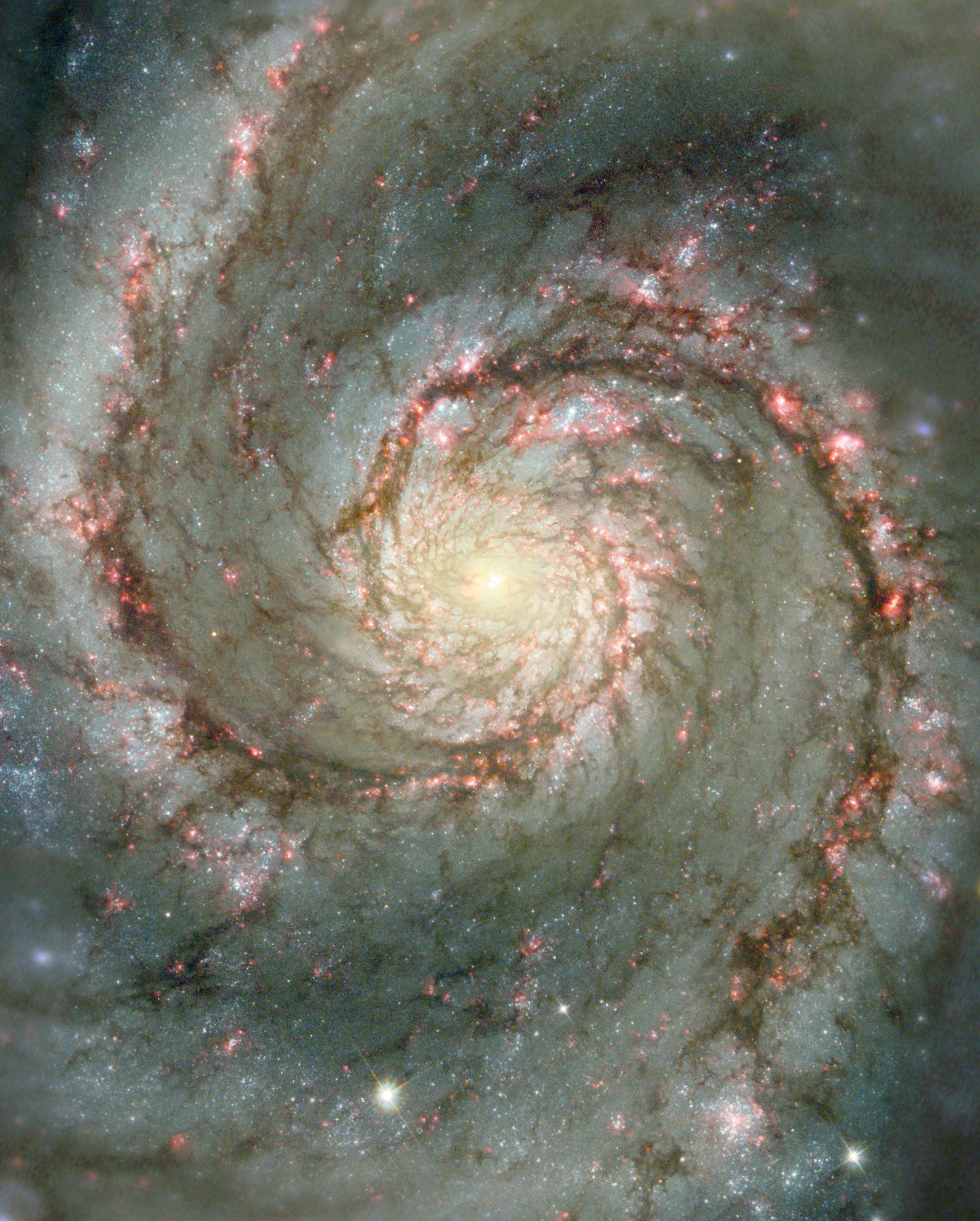
ハッブル宇宙望遠鏡が撮影した渦巻銀河M51の中心部。渦状腕に沿って多数の赤いHII領域が分布している。

HII領域は我々の銀河系のような渦巻銀河や不規則銀河の中にしか存在せず、楕円銀河では決して見ることがない。不規則銀河の場合には銀河内の至る所に存在するが、渦巻銀河の場合には常に渦状腕に沿った場所にだけ見られる。大きな渦巻銀河には数千個のHII領域が含まれていることもある。
楕円銀河にHII領域がない理由としては、楕円銀河が銀河同士の衝突・合体によって作られたためであると考えられる。銀河団の中ではこのような衝突・合体はしばしば起こっている。銀河同士が衝突すると、個々の星はまずほとんど衝突しないが、巨大分子雲やHII領域は激しい擾乱を受ける。このような状況の下では膨大な数の星形成が爆発的に引き起こされ、ガスのほとんど全てが星に変わる。通常の星形成でガスが星に変わる割合がガス全体の質量の10%以下であるのと比べると、非常に急速で激しい過程である。このような急速な星形成が起こっている銀河はスターバースト銀河として知られている。衝突・合体によってできた楕円銀河は非常にガス成分が少なく、そのためにHII領域はもはや作られないのである。
近年の観測では、ごく少数のHII領域が銀河の外に固まって存在している例が見つかっている。これらの銀河間HII領域は小さな銀河が潮汐破壊された残骸ではないかとみられている。

### 形態
HII領域のサイズは非常にばらつきが大きい。HII領域内の個々の星はそれぞれ星を取り囲むほぼ球状の領域を電離するが、複数の星々によってできた電離ガス球が組み合わさり、また加熱された星雲が周囲のガスの中を膨張することによって膨張面の内と外で密度が大きく異なった構造を作るため、結果としてHII領域は複雑な形を持つようになる。超新星爆発もまたHII領域を変形させる。場合によっては、HII領域の中で大規模な星団が生まれたために内側からくり抜かれたような構造になることもある。さんかく座のM33銀河にある巨大HII領域 NGC604 はこのような例である。

## 注目すべきHII領域
我々の銀河系の中で最もよく知られているHII領域はオリオン大星雲である。この星雲は地球から約1500光年の距離にある。オリオン大星雲はオリオン座のほぼ全体を覆うように存在する巨大分子雲の一部である。馬頭星雲やバーナードループはこの分子雲の別の一部分が光っているものである。
銀河系の伴銀河である大マゼラン雲にはタランチュラ星雲と呼ばれる巨大HII領域がある。この星雲はオリオン大星雲よりもずっと大きく、何千個もの星を生み出している。ここで生まれている星の中には太陽の100倍もの質量を持つものもある。タランチュラ星雲が地球からオリオン大星雲と同じ距離にあったとすると、夜空で満月と同じくらいの明るさで輝いているのが見えるはずである。超新星 SN 1987A はタランチュラ星雲の周辺部で起こった。
NGC604はタランチュラ星雲よりもさらに大きく約1300光年の広がりを持つが、中に含まれる星はわずかに少ない。この星雲は局所銀河群の中で最も大きなHII領域の一つである。